# Borikenophis sanctaecrucis
Borikenophis sanctaecrucis (санта-круський полоз) — вид неотруйних змій родини полозових (Colubridae).

## Поширення
Ендемік острова Санта-Крус (Американські Віргінські Острови). Не спостерігався на острові з 1898 року. Ймовірно, вимер. Мешкав у ксерофітних лісах.

## Опис
Змія сягала до 130 см завдовжки, включаючи хвіст 43 см.